# Pobirka, Teplîk
Pobirka (în ucraineană Побірка) este o comună în raionul Teplîk, regiunea Vinnița, Ucraina, formată numai din satul de reședință.

## Demografie
Componența lingvistică a satului Pobirka
     Ucraineană (98,97%)
     Rusă (1,03%)
Conform recensământului din 2001, majoritatea populației satului Pobirka era vorbitoare de ucraineană (98,97%), existând în minoritate și vorbitori de rusă (1,03%).